# Livry-Gargan
Livry-Gargan (franskt uttal: [livʁi ɡaʁgɑ̃]
 ( lyssna)) är en kommun i departementet Seine-Saint-Denis i regionen Île-de-France i norra Frankrike. Kommunen ligger i kantonen Livry-Gargan som tillhör arrondissementet Le Raincy. År 2022 hade Livry-Gargan 46 507 invånare.
Kommunen är en av de nordöstliga förorterna till Paris. Kommunen ligger 15,6 kilometer från Paris centrum.

## Befolkningsutveckling
| Befolkningsutvecklingen i Livry-Gargan 1968–2021 | Befolkningsutvecklingen i Livry-Gargan 1968–2021 | Befolkningsutvecklingen i Livry-Gargan 1968–2021 | Befolkningsutvecklingen i Livry-Gargan 1968–2021 | Befolkningsutvecklingen i Livry-Gargan 1968–2021 |
| ------------------------------------------------ | ------------------------------------------------ | ------------------------------------------------ | ------------------------------------------------ | ------------------------------------------------ |
|                                                  |                                                  |                                                  |                                                  |                                                  |
| År                                               |                                                  |                                                  | Folkmängd                                        |                                                  |
| 1968                                             | 1968                                             |                                                  | 32 063                                           |                                                  |
| 1975                                             | 1975                                             |                                                  | 32 917                                           |                                                  |
| 1982                                             | 1982                                             |                                                  | 32 778                                           |                                                  |
| 1990                                             | 1990                                             |                                                  | 35 387                                           |                                                  |
| 1999                                             | 1999                                             |                                                  | 37 288                                           |                                                  |
| 2007                                             | 2007                                             |                                                  | 41 893                                           |                                                  |
| 2015                                             | 2015                                             |                                                  | 44 415                                           |                                                  |
| 2021                                             | 2021                                             |                                                  | 46 028                                           |                                                  |